# Elekes Pál (színművész)
Elekes Pál (Budapest, 1929. április 11. – Budapest, 1996. április 15.) Jászai Mari-díjas magyar színész, bábszínész, érdemes művész.

## Életpályája
Színészi diplomáját 1949-ben kapta meg a Színház- és Filmművészeti Főiskolán. Pályáját a Vígszínházban kezdte. 1950-től az Állami Bábszínház, 1992-től a Budapest Bábszínház tagja volt. Szinkronszínészként is népszerű és foglalkoztatott művész volt. 1970-ben Jászai Mari-díjat kapott, 1981-ben érdemes művész lett.

## Fontosabb színházi szerepei
- William Shakespeare: Szentivánéji álom... Oberon, tündérkirály; Orrondi, üstfoltozó
- William Shakespeare: A vihar... Gonzalo
- Nyikolaj Vasziljevics Gogol: Karácsonyéj... Vakula, kovács
- Vörösmarty Mihály: Csongor és Tünde... Balga
- Arany János – Jékely Zoltán: Toldi... Toldi Miklós
- Petőfi Sándor – Szilágyi Dezső: János vitéz... János vitéz
- Rudyard Kipling – Balogh Géza: A dzsungel könyve... Farkas apó, Van-Tolla
- Carlo Gozzi – Heltai Jenő – Ránki György: A szarvaskirály... Brighella, mágus
- Szilágyi Dezső: Rámájana... Rávana, démonkirály
- Szilágyi Dezső – Igor Fjodorovics Sztravinszkij: Petruska... Mór; Részeg; Tűznyelő
- Szilágyi Dezső – Jékely Zoltán – Igor Fjodorovics Sztravinszkij: A katona története... II. Játékos
- Tóth Eszter: Piroska és a három kismalac... Farkas
- Tóth Eszter: A három kismalac... Farkas; Sün
- Tóth Eszter: Hüvelyk Matyi... Favágó; Kocsmáros; Kocsis
- G. J. Landau – Andrievics: Nyúl meg a róka... Mesemondó
- G. J. Landau – Andrievics: Nyúl meg a kandúr... Medve
- German Ivanovics Matvejev: A csodálatos kalucsni... Róka
- Maros Rudolf: Csodafurulya... Erdő Hatalmassága
- Grimm fivérek – Károlyi Amy – Farkas Ferenc: Hófehérke és a hét törpe... Bendő törpe
- Garay János – Kodály Zoltán: Háry János... Krucifix generális
- Jonathan Swift – Kardos G. György – Petrovics Emil: Gulliver Liliputban... Hirrhurr generális; Polgár

## Filmes és televíziós szerepei
| - Hollókirály (1960, tévéfilm) – Hollókirály - Egy ember, aki nincs (1963) – Nyaraló - Kapaszkodj a fellegekbe! 1-2. (1971) - A fekete Mercedes utasai (1972, tévéfilm) - Humor-morzsák… (1977) - Autóversenyzők (1981) - Kinizsi (1983, tévéfilm) – Mátyás király - Kisváros (1995, tévésorozat) – Autókölcsönzős | - Mi újság a Futrinka utcában? (1962-1964) – Sompolyogi-Mosolyogi; Nagy kutya (hang) - Sündisznócska zenekara (1963) – Mackó bácsi (hang) - Futrinka utca (1979) – Kandúr Károly (hang) - Minden egér szereti a sajtot (1981) – Albin papa (hang) - A tücsök hegedűje (1982) (hang) - Kérem a következőt! III. (1983) – Vakond; Zöld ruhás terrorista (hang) |

## Szinkronszerepei

### Filmek
| Év   | Cím                                                               | Szereplő                                            | Színész              | Szinkron év |
| ---- | ----------------------------------------------------------------- | --------------------------------------------------- | -------------------- | ----------- |
| 1936 | Charlie Chan az operában                                          | Virágárus                                           | Enrique de Rosas     | 1986        |
| 1936 | Titkos ügynök                                                     | Kaszinóigazgató                                     | Andreas Malandrinos  | 1992        |
| 1937 | A nagy ábránd                                                     | N/A                                                 | N/A                  | 1978        |
| 1938 | Ködös utak                                                        | Zabel                                               | Michel Simon         | 1995        |
| 1938 | Párducbébi                                                        | Alexander Peabody                                   | George Irving        | 1995        |
| 1938 | Robin Hood kalandjai (1. magyar szinkron)                         | Sir Mortimer                                        | Kenneth Hunter       | 1980        |
| 1939 | Becsületből elégtelen (2. magyar szinkron)                        | N/A                                                 | N/A                  | 1984        |
| 1940 | 21 nap                                                            | N/A                                                 | N/A                  | 1994        |
| 1940 | A Manderley-ház asszonya                                          | Hotel pincér                                        | William H. O’Brien   | 1978        |
| 1942 | Lenni vagy nem lenni (2. magyar szinkron)                         | Dr. Bujanski                                        | N/A                  | 1979        |
| 1944 | A hetedik kereszt (2. magyar szinkron)                            | N/A                                                 | N/A                  | 1985        |
| 1945 | Horgonyt fel!                                                     | Bagoly (hang)                                       | N/A                  | 1991        |
| 1946 | Forgószél (1. magyar szinkron)                                    | Joseph, Sebastian inasa                             | Alex Minotis         | 1967        |
| 1947 | Az a kedves barna hölgy (1. magyar szinkron)                      | N/A                                                 | N/A                  | 1992        |
| 1947 | Bumeráng                                                          | White hadnagy                                       | Karl Malden          | 1978        |
| 1948 | Biciklitolvajok                                                   | N/A                                                 | N/A                  | 1983        |
| 1950 | Az ördög szépsége                                                 | N/A                                                 | N/A                  | 1972        |
| 1950 | Kutyaélet                                                         | Scooty                                              | N/A                  | 1989        |
| 1951 | Idegenek a vonaton                                                | Utas a vonaton                                      | N/A                  | 1982        |
| 1951 | Jó napot, elefánt!                                                | Tanár                                               | N/A                  | 1978        |
| 1953 | A kis Muck története (2. magyar szinkron)                         | Fő-ramudzsin                                        | Richard Nagy         | 1978        |
| 1953 | A palást (1. magyar szinkron)                                     | Tiberius császár                                    | Ernest Thesiger      | 1996        |
| 1953 | Egymillió fontos bankjegy (2. magyar szinkron)                    | James, a komornyik                                  | Richard Caldicot     | 1988        |
| 1953 | Római vakáció (1. magyar szinkron)                                | Kártyajátékos                                       | N/A                  | 1980        |
| 1955 | A pillanat embere                                                 | Garfield, az angol delegált                         | N/A                  | 1995        |
| 1955 | Frufru                                                            | N/A                                                 | N/A                  | 1995        |
| 1955 | Ördöngösök                                                        | Pierre, a portás                                    | Jean Brochard        | 1996        |
| 1957 | A St. Louis-i lélek                                               | San Diego-i riporter                                | N/A                  | 1992        |
| 1957 | Egy párizsi lány (1. magyar szinkron)                             | Pap                                                 | N/A                  | 1994        |
| 1957 | Sissi 3.: Sissi – Sorsdöntő évek                                  | Carlo barátja, arisztokrata                         | N/A                  | 1991        |
| 1958 | Rosemarie                                                         | Hartog                                              | Carl Raddatz         | 1973        |
| 1958 | Zűrzavar és éjszaka (2. magyar szinkron)                          | Henri Marken                                        | Louis Ducreux        | 1991        |
| 1959 | A kertész és a kis emberkék (2. magyar szinkron)                  | N/A                                                 | N/A                  | 1995        |
| 1959 | Ballada a katonáról                                               | Pavlov bajtársa                                     | Jurij Dubrovin       | 1960        |
| 1959 | Egy gyilkosság anatómiája                                         | Pie Eye                                             | Duke Ellington       | 1984        |
| 1959 | Észak-Északnyugat (1. magyar szinkron)                            | Lester Townsend                                     | Philip Ober          | 1994        |
| 1960 | A hét mesterlövész (1. magyar szinkron)                           | N/A                                                 | N/A                  | 1976        |
| 1960 | Kifulladásig (2. magyar szinkron)                                 | Parvulesco                                          | Jean-Pierre Melville | 1990        |
| 1960 | Mindenki haza (2. magyar szinkron)                                | Innocenzi úr                                        | Eduardo De Filippo   | 1982        |
| 1960 | Szeressünk!                                                       | Pap, Amanda édesapja                                | Harry Cheshire       | 1995        |
| 1961 | A szórakozott professzor                                          | Olmstead admirális                                  | Raymond Bailey       | 1992        |
| 1961 | Jövedelmező éjszaka                                               | Sam Weaver                                          | Jerome Cowan         | 1988        |
| 1961 | Kacér táncosnők                                                   | Doktor                                              | N/A                  | 1989        |
| 1961 | Monte Cristo grófja (1. magyar szinkron)                          | N/A                                                 | N/A                  | 1994        |
| 1961 | Szülők csapdában                                                  | Dr. Mosby tiszteletes                               | Leo G. Carroll       | 1992        |
| 1961 | Viridiana                                                         | N/A                                                 | N/A                  | 1995        |
| 1962 | A leghosszabb nap (1. magyar szinkron)                            | N/A                                                 | N/A                  | 1990        |
| 1962 | Arábiai Lawrence (első-két magyar szinkron)                       | Török bej                                           | José Ferrer          | 1992        |
| 1962 | Arábiai Lawrence (első-két magyar szinkron)                       | Török bej                                           | José Ferrer          | 1993        |
| 1962 | Az ördög és a tízparancsolat                                      | Georges Beaufort                                    | Claude Dauphin       | 1991        |
| 1962 | Csak ketten játszhatják                                           | Benyon                                              | David Davies         | 1983        |
| 1962 | Kilenc óra Ráma oltáráig                                          | N/A                                                 | N/A                  | 1977        |
| 1963 | 55 nap Pekingben                                                  | N/A                                                 | N/A                  | 1992        |
| 1963 | A betörő                                                          | Domino                                              | Eddie Byrne          | 1982        |
| 1963 | Bolond, bolond világ                                              | Nyomozó Grogan balesetének helyszínén               | Norman Fell          | 1977        |
| 1963 | Hatoldalú háromszög                                               | A férj                                              | Bill Meilen          | 1968        |
| 1964 | A felszarvazott                                                   | N/A                                                 | N/A                  | 1990        |
| 1964 | A Római Birodalom bukása                                          | Narrátor (hang)                                     | Robert Rietty        | 1987        |
| 1964 | Gyilkosság a hajón (1. magyar szinkron)                           | George                                              | N/A                  | 1987        |
| 1964 | Két nap az élet                                                   | N/A                                                 | N/A                  | 1966        |
| 1964 | Szabálytalan szabályos (1. magyar szinkron)                       | Mentős                                              | N/A                  | 1976        |
| 1965 | A Crossbow-akció                                                  | Royal Air Force tiszt                               | Maurice Denham       | 1978        |
| 1965 | A Crossbow-akció                                                  | N/A                                                 | N/A                  | 1978        |
| 1965 | Doktor Zsivágó                                                    | Jelkin elvtárs                                      | Wolf Frees           | 1994        |
| 1966 | El Dorado                                                         | Dr. Miller                                          | Paul Fix             | 1991        |
| 1966 | Surcouf – A hét tenger ördöge                                     | N/A                                                 | N/A                  | 1974        |
| 1966 | Szakadt függöny                                                   | Farmer                                              | Mort Mills           | 1994        |
| 1967 | A piszkos tizenkettő                                              | Lelkész                                             | N/A                  | 1983        |
| 1967 | Egy inas kalandjai Kaliforniában                                  | Költöztető                                          | Gil Lamb             | 1995        |
| 1967 | Keserű gyümölcsök                                                 | N/A                                                 | N/A                  | 1990        |
| 1967 | Ketten az úton                                                    | Maurice Dalbret                                     | Claude Dauphin       | 1982        |
| 1967 | Mezítláb a parkban (3. magyar szinkron)                           | Étterem-tulajdonos                                  | Fritz Feld           | 1992        |
| 1968 | Az Angyal elrablása (1. magyar szinkron)                          | N/A                                                 | N/A                  | 1978        |
| 1968 | Kémek a Sasfészekben                                              | Rosemeyer tábornok                                  | Ferdy Mayne          | 1988        |
| 1968 | Különleges történetek (1. magyar szinkron)                        | N/A                                                 | N/A                  | 1994        |
| 1969 | A lovakat lelövik, ugye?                                          | Orvos                                               | Tim Herbert          | 1980        |
| 1969 | A Tejút                                                           | Köpenyes férfi                                      | Alain Cuny           | 1994        |
| 1969 | Akik csizmában halnak meg (1. magyar szinkron)                    | Boone                                               | Eduardo Ciannelli    | 1990        |
| 1969 | Egy férfi, aki tetszik nekem (1. magyar szinkron)                 | Szállodai recepciós                                 | N/A                  | 1977        |
| 1969 | Éjféli cowboy (1. magyar szinkron)                                | N/A                                                 | N/A                  | 1983        |
| 1969 | Heves jeges                                                       | Kórházigazgató                                      | Robert Le Béal       | 1990        |
| 1969 | Nászéjszaka                                                       | Az apa                                              | David Markham        | 1971        |
| 1970 | Airport (1. magyar szinkron)                                      | Clevelandi központ radarfigyelője                   | Vince Williams       | 1985        |
| 1970 | Borsalino                                                         | Martial Roger, Poli könyvelője                      | Jean Aron            | 1987        |
| 1970 | Hasis (1. magyar szinkron)                                        | Hang a rádióban (hang)                              | N/A                  | 1991        |
| 1970 | Hogyan mondjam meg a gyermekemnek?                                | Filmrendező                                         | N/A                  | 1974        |
| 1970 | Lány a levesemben (1. magyar szinkron)                            | TV-bemondó                                          | N/A                  | 1980        |
| 1970 | Rillington tér tíz                                                | Törvényszéki orvosi tanács tagja                    | Basil Dignam         | 1993        |
| 1970 | Tristana (1. magyar szinkron)                                     | N/A                                                 | N/A                  | 1994        |
| 1970 | Vágyálom                                                          | N/A                                                 | N/A                  | 1990        |
| 1971 | A fogoly ítéletre vár                                             | Börtönőr #2                                         | N/A                  | 1973        |
| 1971 | A víz alatti város                                                | N/A                                                 | N/A                  | 1973        |
| 1971 | Columbo – I/8. rész: Gyilkosság tervrajz alapján                  | Biztonsági őr                                       | Nick Dennis          | 1993        |
| 1971 | Fennakadva a fán (1. magyar szinkron)                             | szövegek felolvasása                                | –                    | 1975        |
| 1971 | Vörös nap (1. magyar szinkron)                                    | Hyatt                                               | Anthony Dawson       | 1986        |
| 1972 | A burzsoázia diszkrét bája                                        | Delecluze                                           | François Maistre     | 1979        |
| 1972 | A mester és Margarita                                             | Woland professzor                                   | Alain Cuny           | 1993        |
| 1972 | Az igazi és a hamis                                               | Igazságügyi orvosok                                 | Luca Sportelli       | 1990        |
| 1972 | Az igazi és a hamis                                               | Igazságügyi orvosok                                 | Barry Simmons        | 1990        |
| 1972 | Mindent bele, fiúk! (2. magyar szinkron)                          | Biliárdozó férfi                                    | N/A                  | 1992        |
| 1972 | San Francisco utcáin – I/16. rész: A csapda (2. magyar szinkron)  | Tim Murphy                                          | Jack Albertson       | 1990        |
| 1973 | A köd                                                             | Parancsnok                                          | Theo Partisch        | 1976        |
| 1973 | A sakkozó tolvaj                                                  | Idegenvezető a kiállításon                          | N/A                  | 1983        |
| 1973 | Az utolsó szolgálat                                               | Férfi a vizeldében                                  | N/A                  | 1975        |
| 1973 | Ilyenek voltunk                                                   | Színész                                             | Don Keefer           | 1978        |
| 1973 | Jeremy (1. magyar szinkron)                                       | Csellótanár                                         | Leonardo Cimino      | 1980        |
| 1973 | Kojak és a Marcus – Nelson gyilkosságok (1. magyar szinkron)      | Első rendőr                                         | N/A                  | 1981        |
| 1974 | A keresztapa II. (1. magyar szinkron)                             | Rich, csapos                                        | Nick Discenza        | 1983        |
| 1974 | Büntetlenül                                                       | Dr. Jean-Marie Beauchemin                           | Guy Provost          | 1981        |
| 1974 | Csak a férjem meg ne tudja!                                       | Banktisztviselő                                     | Jeffrey Sayre        | 1992        |
| 1974 | Fordítsd oda a másik orcád is! (1. magyar szinkron)               | Püspök                                              | Jacques Herlin       | 1992        |
| 1974 | Gyorsított eljárás                                                | Férfi az étteremben                                 | N/A                  | 1975        |
| 1974 | Madame Baptiste (1. magyar szinkron)                              | Apa                                                 | Jean-Marc Bory       | 1978        |
| 1974 | Mussolini végnapjai (2. magyar szinkron)                          | N/A                                                 | N/A                  | 1996        |
| 1974 | Narancsszínű tüzek éjszakája                                      | Mourek                                              | Václav Svorc         | 1976        |
| 1974 | Váltságdíj                                                        | Tévébemondó (hang)                                  | N/A                  | 1983        |
| 1975 | A sáska napja (2. magyar szinkron)                                | Helverston                                          | Paul Stewart         | 1996        |
| 1975 | A világ legerősebb embere                                         | Frederick bátyám                                    | Fritz Feld           | 1993        |
| 1975 | Az ígéret földje (1. magyar szinkron)                             | Zucker                                              | Jerzy Nowak          | 1976        |
| 1975 | Ellopták a dinoszauruszt (2. magyar szinkron)                     | ?                                                   | ?                    | 1995        |
| 1975 | Félelem a város felett                                            | N/A                                                 | N/A                  | 1995        |
| 1975 | Foglalkozása: riporter                                            | Elnök                                               | N/A                  | 1982        |
| 1975 | Javíthatatlan (1. magyar szinkron)                                | Pénzügyi köztisztviselő                             | Maurice Travail      | 1978        |
| 1976 | A borsószem hercegkisasszony                                      | Első király                                         | Jurij Csekulajev     | 1992        |
| 1976 | Blöff (1. magyar szinkron)                                        | N/A                                                 | N/A                  | 1977        |
| 1976 | Egy asszony az ablaknál                                           | Bajszos férfi az asztalnál                          | N/A                  | 1986        |
| 1976 | Száguldás gyilkosságokkal (2. magyar szinkron)                    | Mr. Edgar Whiney                                    | Ray Walston          | 1994        |
| 1976 | Szálljon magasan a léggömb!                                       | N/A                                                 | N/A                  | 1995        |
| 1977 | Az állat (1. magyar szinkron)                                     | Pap                                                 | N/A                  | 1994        |
| 1977 | Az utolsó három nap 1-2.                                          | Mammolo Zamboni                                     | Luigi Casellato      | 1980        |
| 1977 | Csipkerózsika (2. magyar szinkron)                                | Vendelin király                                     | Oldrich Velen        | 1990        |
| 1977 | Menni vagy meghalni                                               | Leon                                                | Marne Maitland       | 1994        |
| 1977 | Veszett kutya                                                     | Giuliana Caroli apja                                | Vittorio Duse        | 1990        |
| 1978 | Hooper, a kaszkadőr                                               | Max Berns                                           | John Marley          | 1996        |
| 1978 | Márta és Laura a tengeren                                         | Kurt                                                | Thomas Aston         | 1982        |
| 1978 | Seriff fegyver nélkül                                             | Harvey Johnson seriff                               | Lonny Chapman        | 1982        |
| 1978 | Szegény zsebtolvaj                                                | N/A                                                 | N/A                  | 1983        |
| 1979 | A bajnok                                                          | Georgie                                             | Elisha Cook, Jr.     | 1987        |
| 1979 | Az igazság mindenkié                                              | Idős férfi                                          | Michael Gorrin       | 1993        |
| 1979 | Caboblanco                                                        | Bustamante                                          | José Chávez          | 1993        |
| 1979 | Muppet-show                                                       | Dr. Teeth (hang)                                    | Jim Henson           | 1981        |
| 1979 | Öreg rókák, nem vén rókák                                         | Joe                                                 | George Burns         | 1995        |
| 1979 | Ostoba, de fegyelmezett                                           | Pavlov professzor                                   | Dimitri Rafalsky     | 1994        |
| 1979 | Tűzharc (1. magyar szinkron)                                      | Halpin                                              | Fred Stuthman        | 1995        |
| 1980 | A gyilkos héja (2. magyar szinkron)                               | Sólyom és Héja apja                                 | Ferdy Mayne          | 1989        |
| 1980 | A hótündér (2. magyar szinkron)                                   | Jeremej nagyapó                                     | Borisz Szaburov      | 1995        |
| 1980 | A képlet                                                          | Paul Obermann, kémikus a berlini energia intézetnél | David Byrd           | 1992        |
| 1980 | Blues Brothers – A Blues-fivérek (2. magyar szinkron)             | N/A                                                 | N/A                  | 1995        |
| 1980 | Éretlenek                                                         | Gaston                                              | Raymond Bussières    | 1980        |
| 1980 | Gyilkossághoz öltözve (1. magyar szinkron)                        | N/A                                                 | N/A                  | 1990        |
| 1980 | Manoa                                                             | N/A                                                 | N/A                  | 1986        |
| 1980 | Pukk!                                                             | Pap                                                 | Renato Moretti       | 1995        |
| 1980 | Tengeri farkasok                                                  | N/A                                                 | N/A                  | 1988        |
| 1981 | Arany a tó fenekén (1. magyar szinkron)                           | Háborús dokumentumfilm narrátora                    | N/A                  | 1984        |
| 1981 | Ragyogás, kéj, mámor a fűben                                      | Del Loomis                                          | Macon McCalman       | 1985        |
| 1982 | A gyilkos bábu (1. magyar szinkron)                               | Goodwin                                             | F. J. O’Neil         | 1991        |
| 1982 | A komédia királya                                                 | Bert Thomas                                         | Frederick De Cordova | 1993        |
| 1982 | A medvevadász                                                     | N/A                                                 | N/A                  | 1985        |
| 1982 | A vörös jel                                                       | Johnson                                             | Michael Denison      | 1984        |
| 1982 | A piszkos ügy (1. magyar szinkron)                                | O’Mara hadnagy                                      | R. G. Armstrong      | 1985        |
| 1982 | Szerző, szerző! (1. magyar szinkron)                              | Jackie Dicker                                       | Ray Goulding         | 1994        |
| 1982 | Tűzróka (2. magyar szinkron)                                      | N/A                                                 | N/A                  | 1994        |
| 1982 | Úgy mint Lyonban                                                  | N/A                                                 | N/A                  | 1984        |
| 1983 | Az igazak                                                         | Dwight D. Eisenhower                                | Robert Beer          | 1993        |
| 1983 | Az utolsó játszma                                                 | Morgan ezredes                                      | Gordon Mitchell      | 1992        |
| 1983 | Gyilkosság Coweta megyében (1. magyar szinkron)                   | Elzie Hancock                                       | Daniel Keyes         | 1986        |
| 1983 | Rosszkedvünk tele (1. magyar szinkron)                            | Marullo                                             | Michael V. Gazzo     | 1988        |
| 1983 | Szerepcsere (1. magyar szinkron)                                  | Mortimer Duke                                       | Don Ameche           | 1992        |
| 1984 | Broadway Danny Rose                                               | Vincent                                             | Ronald Maccone       | 1986        |
| 1984 | Greystoke – Tarzan, a majmok ura (1. magyar szinkron)             | Jack Downing őrnagy                                 | Nigel Davenport      | 1995        |
| 1984 | Helló, Einstein!                                                  | Paul Langevin                                       | Guy Kerner           | 1986        |
| 1984 | Maradok hűtlen híve (1. magyar szinkron)                          | Bill Lawrence                                       | Bernard Behrens      | 1986        |
| 1984 | Protokoll                                                         | Nawaf Al Kabeer                                     | Andre Gregory        | 1992        |
| 1984 | Vezeklés                                                          | Az Abel család harmadik barátja                     | Davit Dvalishvili    | 1987        |
| 1985 | Dávid király                                                      | N/A                                                 | N/A                  | 1991        |
| 1985 | Egy Playboy nyuszi emlékei                                        | N/A                                                 | N/A                  | 1995        |
| 1985 | Halálra rémülve                                                   | Bíró                                                | Bob Gould            | 1994        |
| 1985 | Holle anyó                                                        | N/A                                                 | N/A                  | 1986        |
| 1985 | Magas barna férfi felemás cipőben                                 | Szenátus elnöke                                     | George Martin        | 1991        |
| 1985 | Rendőrakadémia 2. – Az első bevetés                               | Zöldséges                                           | William Yamadera     | 1989        |
| 1985 | Szahara                                                           | N/A                                                 | N/A                  | 1992        |
| 1985 | Távol Afrikától (1. magyar szinkron)                              | N/A                                                 | N/A                  | 1992        |
| 1985 | Tomboló terror (1. magyar szinkron)                               | Krokodilvevő                                        | N/A                  | 1992        |
| 1985 | Varázslatos örökség                                               | Mesélő (hang)                                       | N/A                  | 1989        |
| 1986 | Aladdin (1. magyar szinkron)                                      | Orvos                                               | Harold Bergman       | 1988        |
| 1986 | Alien 2.: A bolygó neve: Halál (1. magyar szinkron)               | Van Leuwen                                          | Paul Maxwell         | 1988        |
| 1986 | Caspar David Friedrich, avagy A kor béklyói                       | N/A                                                 | N/A                  | 1990        |
| 1986 | Hatalom                                                           | Sam Hastings szenátor                               | E. G. Marshall       | 1994        |
| 1986 | Másnap reggel                                                     | Frankie                                             | James „Gypsy” Haake  | 1989        |
| 1986 | Tai Pan, a hét tenger ura                                         | Orlov                                               | John Bennett         | 1991        |
| 1987 | A felhőkarcoló réme                                               | Dr. Max Gold                                        | Theodore Bikel       | 1992        |
| 1987 | A galaxis harcosai                                                | N/A                                                 | N/A                  | 1992        |
| 1987 | A rádió aranykora                                                 | Rádióhang (Bemondó, Világok Harca) (hang)           | N/A                  | 1988        |
| 1987 | A vérengző madarak                                                | Arthur Neilson                                      | Aldo Sambrell        | 1991        |
| 1987 | Börtönhalál                                                       | Cresus                                              | Lincoln Kilpatrick   | 1996        |
| 1987 | Dupla vagy semmi                                                  | McMasters                                           | Rex Robbins          | 1991        |
| 1987 | Pink Palace, a Paradicsom Parti Szálloda                          | Pawle                                               | Ljuba Tadić          | 1995        |
| 1987 | Rumba                                                             | Idős maffiózó                                       | N/A                  | 1988        |
| 1987 | Űrgolyhók                                                         | Joghurt                                             | Mel Brooks           | 1990        |
| 1988 | A barcelonai kapcsolat                                            | N/A                                                 | N/A                  | 1990        |
| 1988 | A vádlottak                                                       | N/A                                                 | N/A                  | 1991        |
| 1988 | Az óriási nyomozó – 6. rész: Halálbiztosítás (1. magyar szinkron) | Vörös csuklyás álszerzetes, Nagymester              | N/A                  | 1991        |
| 1988 | Éjszakai rohanás                                                  | Sidney                                              | Philip Baker Hall    | 1989        |
| 1988 | Hasfelmetsző Jack (1. magyar szinkron)                            | Lord Salisbury miniszterelnök                       | David Swift          | 1991        |
| 1988 | Lopd el az eget                                                   | Curt tábornok                                       | Sam Gray             | 1990        |
| 1988 | Ne ébreszd fel az alvó zsarut! (1. magyar szinkron)               | Malleze                                             | Jacques Mignot       | 1989        |
| 1988 | Ölj meg, zsaru!                                                   | Malik ügyvédje                                      | Janusz Bylczyński    | 1990        |
| 1988 | Roger nyúl a pácban                                               | Goofy (hang)                                        | Tony Pope            | 1989        |
| 1988 | Rövidzárlat 2. (1. magyar szinkron)                               | Hans de Ruyter                                      | Adam Ludwig          | 1990        |
| 1988 | Purgatórium                                                       | Nagykövet                                           | N/A                  | 1989        |
| 1988 | Vörös folyó                                                       | N/A                                                 | N/A                  | 1991        |
| 1989 | 80 nap alatt a Föld körül 1-3.                                    | Bunsby kapitány                                     | Jack Klugman         | 1994        |
| 1989 | A Büntető                                                         | Cutter kapitány                                     | Colin Leong          | 1991        |
| 1989 | Batman 1.: Batman                                                 | TV-s rendező                                        | Richard Durden       | 1989        |
| 1989 | Déjà vu                                                           | N/A                                                 | N/A                  | 1994        |
| 1989 | Halálos kémjátékok                                                | N/A                                                 | N/A                  | 1994        |
| 1989 | Harry és Sally (1. magyar szinkron)                               | Hatodik pár a dokumentumfilmben – férfi             | Peter Pan            | 1991        |
| 1989 | Kutyám, Jerry Lee (1. magyar szinkron)                            | Kerítő                                              | J. W. Smith          | 1989        |
| 1989 | Mi a helyzet hapsikám? – Üdvözlet Tapsi Hapsinak                  | Narrátor (hang)                                     | Harlan Rector        | 1992        |
| 1989 | Vaníliafagylalt                                                   | Rádiós műsorvezető                                  | N/A                  | 1993        |
| 1990 | A hobgoblin                                                       | N/A                                                 | N/A                  | 1994        |
| 1990 | A szemtanú nyomában                                               | Mr. Avoca                                           | Vincent Price        | 1994        |
| 1990 | A véreskü (2. magyar szinkron)                                    | Takahashi tengernagy                                | George Takei         | 1994        |
| 1990 | Air America                                                       | Lu Soong tábornok                                   | Burt Kwouk           | 1992        |
| 1990 | Cinikus hekus (1. magyar szinkron)                                | Earl Rawley                                         | Richard Farnsworth   | 1993        |
| 1990 | Egzotikus csere-bere (1. magyar szinkron)                         | N/A                                                 | N/A                  | 1993        |
| 1990 | Egyenesen át                                                      | N/A                                                 | N/A                  | 1991        |
| 1990 | Éjszakai nap                                                      | N/A                                                 | N/A                  | 1993        |
| 1990 | Életet az életért                                                 | Öreg pap                                            | Jerzy Stuhr          | 1993        |
| 1990 | Európa közepén                                                    | Kalmuk                                              | Henryk Bista         | 1995        |
| 1990 | Fekete Kobra 2.                                                   | N/A                                                 | N/A                  | 1991        |
| 1990 | Ford Fairlane kalandjai                                           | Mixer                                               | Jaz Kaner            | 1990        |
| 1990 | Gyilkosság fekete-fehérben                                        | N/A                                                 | N/A                  | 1991        |
| 1990 | Hiúságok máglyája                                                 | Arthur Ruskin                                       | Alan King            | 1992        |
| 1990 | Julianus barát                                                    | Bíboros                                             | Padre Settinio       | 1990        |
| 1990 | Lököttek                                                          | Mr. Yamashita                                       | Lloyd Kino           | 1990        |
| 1990 | Lucky Luke (1. magyar szinkron)                                   | Mesélő (hang)                                       | Roger Miller         | 1991        |
| 1990 | Mániákus zsaru 2. (1. magyar szinkron)                            | Harry                                               | Robert Earl Jones    | 1993        |
| 1990 | Manuel                                                            | Pablo                                               | Jose Barrio          | 1992        |
| 1990 | Mérgezett szívek                                                  | N/A                                                 | N/A                  | 1994        |
| 1990 | Nagymenők (1. magyar szinkron)                                    | Silvestri nyomozó                                   | Larry Silvestri      | 1991        |
| 1990 | Palimadár (1. magyar szinkron)                                    | Kínai ruhaboltos                                    | N/A                  | 1990        |
| 1990 | Rocky V. (1. magyar szinkron)                                     | Mickey Goldmill (archív felvétel)                   | Burgess Meredith     | 1992        |
| 1990 | Szupersztárok akcióban                                            | Robert Clouse                                       | Robert Clouse        | 1993        |
| 1990 | Tetthely – 228. rész: Egy orvosnő halála                          | Alfred Zöst                                         | Dieter Wagner        | 1994        |
| 1991 | A pokol ingája                                                    | Bíboros                                             | Oliver Reed          | 1995        |
| 1991 | A szerencsés katonák                                              | T. Max                                              | George „Buck” Flower | 1992        |
| 1991 | Cápák és torpedók                                                 | Charles McVay, Sr.                                  | Stacy Keach, Sr.     | 1992        |
| 1991 | Éjféli emlékek                                                    | Pap                                                 | Joseph Campanella    | 1992        |
| 1991 | Esély az életre (1. magyar szinkron)                              | Yamashiro                                           | Lloyd Kino           | 1993        |
| 1991 | Esély az életre (1. magyar szinkron)                              | Lelkész                                             | George Christy       | 1993        |
| 1991 | Frankenstein iskolaévei                                           | Dékán                                               | Macon McCalman       | 1994        |
| 1991 | Gézengúzok karácsonya                                             | Mikulás                                             | Leslie Nielsen       | 1992        |
| 1991 | Harcos éjszakája (1. magyar szinkron)                             | Coco                                                | Bill Erwin           | 1993        |
| 1991 | Kétszínű igazság                                                  | Steubens szenátor                                   | Philip Bosco         | 1992        |
| 1991 | Kopaszoknak szeretettel                                           | Shephard                                            | Patrick O’Neal       | 1994        |
| 1991 | McBain                                                            | N/A                                                 | N/A                  | 1994        |
| 1991 | Nagy durranás                                                     | Wilson                                              | Efrem Zimbalist, Jr. | 1991        |
| 1991 | Sült, zöld paradicsom                                             | Threadgoode papa                                    | Danny Nelson         | 1992        |
| 1991 | Szombat esti frász (1. magyar szinkron)                           | Gondnok                                             | Victor Wong          | 1992        |
| 1992 | Argentin tangó                                                    | Gospodin Popovic                                    | Mija Aleksić         | 1993        |
| 1992 | Az éjszaka és a város                                             | Peck                                                | Eli Wallach          | 1995        |
| 1992 | Az úszó erőd                                                      | Adams kapitány                                      | Patrick O’Neal       | 1993        |
| 1992 | Casanova visszatér                                                | Abbé                                                | Jacques Boudet       | 1994        |
| 1992 | Devlin, a trükkös zsaru                                           | N/A                                                 | N/A                  | 1993        |
| 1992 | Exzsaru, az utca lovagja (1. magyar szinkron)                     | Emilio                                              | Santos Morales       | 1993        |
| 1992 | Férjek és feleségek                                               | Partivendég                                         | Ira Wheeler          | 1993        |
| 1992 | Idegen közöttünk                                                  | N/A                                                 | N/A                  | 1996        |
| 1992 | Jól áll neki a halál                                              | Pap                                                 | N/A                  | 1992        |
| 1992 | Jöttem, láttam, beköltöztem…                                      | Winston Moseby                                      | Roy Cooper           | 1993        |
| 1992 | Mágnások a seregben                                               | Filmhíradó-bemondó (hang)                           | N/A                  | 1994        |
| 1992 | Time Trax – Hajsza az időn át I/1-2. (1. magyar szinkron)         | Dr. Mordecai „Mo” Sahmbi                            | Peter Donat          | 1993        |
| 1992 | Torkolattűz                                                       | N/A                                                 | N/A                  | 1994        |
| 1993 | A gyémánt-maffia                                                  | Victor Malucci                                      | Abe Vigoda           | 1994        |
| 1993 | A hajó hülyéje                                                    | William Mayweather                                  | Bob Elliott          | 1995        |
| 1993 | A kocka el van vesztve                                            | N/A                                                 | N/A                  | 1995        |
| 1993 | Álmaim asszonya (1. magyar szinkron)                              | Harry Sneeder                                       | Tom Lillard          | 1995        |
| 1993 | Az ártatlan (1. magyar szinkron)                                  | MacNamee                                            | James Grant          | 1995        |
| 1993 | Az élő múmia                                                      | N/A                                                 | N/A                  | 1994        |
| 1993 | Az utolsó ügy                                                     | Dr. Brennan                                         | Lawrence Parke       | 1995        |
| 1993 | Bopha                                                             | N/A                                                 | N/A                  | 1995        |
| 1993 | Cyborg zsaru                                                      | Hoteligazgató                                       | David Pithou         | 1995        |
| 1993 | Hellbound – Út a pokolba (1. magyar szinkron)                     | Shindler rabbi                                      | Ori Levy             | 1994        |
| 1993 | Jessie Lee bosszúja                                               | N/A                                                 | N/A                  | 1994        |
| 1993 | Knight Rider 2010                                                 | Professzor                                          | Ramon Chavez         | 1994        |
| 1993 | Sztálingrád                                                       | Hentz tábornok                                      | Martin Benrath       | 1994        |
| 1994 | A Harmadik Birodalom                                              | N/A                                                 | N/A                  | 1995        |
| 1994 | A nagy ugrás (1. magyar szinkron)                                 | Postaszobai főnök                                   | Robert Weil          | 1995        |
| 1994 | A zűr bajjal jár                                                  | Pap a temetésen                                     | Richard Brown        | 1994        |
| 1994 | Az árnyékvadász 2.                                                | McOwell tábornok                                    | Hal Orlandini        | 1995        |
| 1994 | Bunkókáim – Belefonódtam a telefonomba                            | Híradós                                             | Jerry Dunphy         | 1995        |
| 1994 | Csoda New Yorkban                                                 | N/A                                                 | N/A                  | 1994        |
| 1994 | Díszkíséret                                                       | Bogg rendőrfőnök                                    | Seymour Cassel       | 1995        |
| 1994 | Frank és Jesse                                                    | N/A                                                 | N/A                  | 1994        |
| 1994 | I. Q. – A szerelem relatív                                        | Eisenhower                                          | Keene Curtis         | 1995        |
| 1994 | Ki az úr a háznál?                                                | N/A                                                 | N/A                  | 1995        |
| 1994 | Kisasszonyok                                                      | Mr. Laurence                                        | John Neville         | 1995        |
| 1994 | Roswell (1. magyar szinkron)                                      | N/A                                                 | N/A                  | 1994        |
| 1994 | Télapu                                                            | Whelan bíró                                         | Ron Hartmann         | 1995        |
| 1994 | Űrcsapda                                                          | Michael Howard kapitány                             | Kevin Colson         | 1995        |
| 1994 | Vörös sas                                                         | N/A                                                 | N/A                  | 1994        |
| 1994 | Wyatt Earp                                                        | Clem Hafford                                        | John Furlong         | 1995        |
| 1995 | A likvidátor                                                      | McKenzie atya                                       | Jack Nance           | 1995        |
| 1995 | Atomcsapat                                                        | N/A                                                 | N/A                  | 1995        |
| 1995 | Egy vaskezű diktátor                                              | Huey P. Long, Sr.                                   | Hoyt Axton           | 1995        |
| 1995 | Hirtelen halál                                                    | Spota                                               | Bill Dalzell         | 1995        |
| 1995 | Korrupt szentek (1. magyar szinkron)                              | N/A                                                 | N/A                  | 1995        |

### Muppet Show
| Év   | Évad | Epizód | Epizódcím                          | Szereplő         | Szinkronhang | Szinkron év |
| ---- | ---- | ------ | ---------------------------------- | ---------------- | ------------ | ----------- |
| 1976 | 1    | 3      | Joel Grey                          | Dr. Teeth (hang) | Jim Henson   | 1979        |
| 1976 | 1    | 16     | Avery Schreiber                    | Dr. Teeth (hang) | Jim Henson   | 1980        |
| 1977 | 2    | 16     | Cleo Laine                         | Dr. Teeth (hang) | Jim Henson   | 1982        |
| 1978 | 3    | 11     | Raquel Welch (1. magyar szinkron)  | Dr. Teeth (hang) | Jim Henson   | 1982        |
| 1979 | 4    | 6      | Linda Lavin                        | Dr. Teeth (hang) | Jim Henson   | 1985        |
| 1979 | 4    | 7      | Dudley Moore (1. magyar szinkron)  | Dr. Teeth (hang) | Jim Henson   | 1983        |
| 1979 | 4    | 14     | Liza Minnelli (1. magyar szinkron) | Dr. Teeth (hang) | Jim Henson   | 1981        |
| 1980 | 5    | 4      | Shirley Bassey                     | Dr. Teeth (hang) | Jim Henson   | 1982        |

### Sorozatok
| Év        | Cím                                | Szereplő                        | Színész              | Szinkron év |
| --------- | ---------------------------------- | ------------------------------- | -------------------- | ----------- |
| 1963      | Maigret felügyelő IV.              | Ramuel                          | Redmond Phillips     | 1969        |
| 1967      | Támadás egy idegen bolygóról II.   | Tom Jessup                      | Gene Hackman         | 1979        |
| 1971-1974 | Columbo I-IV. (2. magyar szinkron) | Biztonsági őr                   | Nick Dennis          | 1993        |
| 1971-1974 | Columbo I-IV. (2. magyar szinkron) | Walter Cunnell                  | Dean Jagger          | 1993        |
| 1971-1974 | Columbo I-IV. (2. magyar szinkron) | Sid, a rendező                  | Sidney Miller        | 1993        |
| 1971-1974 | Columbo I-IV. (2. magyar szinkron) | Clifford Paris                  | Paul Stewart         | 1993        |
| 1971-1974 | Columbo I-IV. (2. magyar szinkron) | Paul barátja                    | N/A                  | 1994        |
| 1973-1975 | Kojak I-III.                       | Goodman (2. magyar szinkron)    | Garry Walberg        | 1992-1993   |
| 1973-1975 | Kojak I-III.                       | Copeland rendőrfőnök            | John Sylvester White | 1992-1993   |
| 1973-1975 | Kojak I-III.                       | Constantine                     | Nick Dennis          | 1992-1993   |
| 1973-1975 | Kojak I-III.                       | Gance                           | Lauren Gilbert       | 1992-1993   |
| 1973-1975 | Kojak I-III.                       | Danny Boyle                     | Judson Pratt         | 1992-1993   |
| 1973-1975 | Kojak I-III.                       | Michael Viggers, Sr.            | Titos Vandis         | 1994        |
| 1974      | Petrocelli I.                      | Bírósági elnök                  | Don Starr            | 1993        |
| 1977      | A názáreti Jézus 1-4.              | Farizeus                        | Martin Benson        | 1990        |
| 1977      | A názáreti Jézus 1-4.              | N/A                             | N/A                  | 1990        |
| 1978      | Columbo VII.                       | Louis                           | Alberto Morin        | 1993        |
| 1978      | Columbo VII.                       | Vontató sofőr                   | Johnny Silver        | 1994        |
| 1979      | Forró szél                         | Második lakástulajdonos         | N/A                  | 1984        |
| 1980      | A halál archívuma                  | Janek                           | Leon Niemczyk        | 1984        |
| 1980-1984 | Magnum I-V.                        | Robert Caine                    | José Ferrer          | 1994        |
| 1980-1984 | Magnum I-V.                        | Coluga                          | Allan Rich           | 1994        |
| 1980-1984 | Magnum I-V.                        | Jégcsákány                      | Walter Chotzen       | 1994        |
| 1980-1984 | Magnum I-V.                        | Herm Dunbar                     | Ted Gehring          | 1994        |
| 1980-1984 | Magnum I-V.                        | Francis „Jégcsákány” Hofstetler | Elisha Cook, Jr.     | 1995        |
| 1982      | Marco Polo                         | Bayan                           | Lin Lao              | 1984        |
| 1984      | A korona ékköve                    | Mohammad Ali „Mak” Kasim        | Zia Mohyeddin        | 1989        |
| 1984      | Miami Vice I.                      | Sumner D. Rupp bíró             | Harold Bergman       | 1992        |
| 1984      | T.I.R.                             | Képkereskedő                    | Ugo Bologna          | 1987        |
| 1984-1985 | Knight Rider III-IV.               | N/A                             | N/A                  | 1993        |
| 1984-1985 | Knight Rider III-IV.               | Victor Gavin                    | Michael Callan       | 1993        |
| 1985      | Polip II.                          | Börtönigazgató                  | N/A                  | 1990        |
| 1987      | A mesemondó                        | Tinker                          | Willie Ross          | 1990        |
| 1987      | A mesemondó                        | Ördög #2 (hang)                 | N/A                  | 1990        |
| 1988      | Két férfi, egy eset VIII.          | N/A                             | N/A                  | 1989        |
| 1988      | Pumukli kalandjai II.              | Toni Schmitt (+ Surányi Imre)   | Toni Berger          | 1991        |
| 1988      | Pumukli kalandjai II.              | Vásárló a játékboltban          | Karl Dall            | 1991        |
| 1989      | Polip IV.                          | Fényképész Salemiben            | N/A                  | 1991        |
| 1989      | Tízparancsolat                     | N/A                             | N/A                  | 1991        |
| 1989      | Topmodell                          | Silas felügyelő                 | Luiz Carlos Arutin   | 1994        |
| 1990-1992 | Columbo X-XI.                      | Ügyész                          | Joseph Chapman       | 1996        |
| 1990-1992 | Columbo X-XI.                      | Fernando, a kertész             | León Singer          | 1994        |
| 1992      | A Duna hercegnője                  | Pap                             | N/A                  | 1994        |
| 1993      | Váratlan utazás IV.                | Mr. Tepegély                    | Rummy Bishop         | 1994        |

### Rajz- és animációs filmek
| Év   | Cím                                                        | Szereplő                                | Szinkronhang | Szinkron év |
| ---- | ---------------------------------------------------------- | --------------------------------------- | ------------ | ----------- |
| 1954 | Svejk, a derék katona (bábfilm)                            | Dub hadnagy                             | Jan Werich   | 1995        |
| 1966 | Frédi, a csempész-rendész (1. magyar szinkron)             | Emelő teknősSas Társasági hangosbemondó | Mel Blanc    | 1978        |
| 1980 | Dodó kacsa húsvéti meglepetése                             | Csokoládégyár-tulajdonos                | Mel Blanc    | 1986        |
| 1980 | Tapsi Hapsi – Bűnügyi különkiadás                          | Vasutas (archív felvétel)               | Mel Blanc    | 1986        |
| 1986 | Hajós Bill, a botcsinálta kalóz                            | Bíró                                    | N/A          | 1993        |
| 1986 | Ragyogi és barátai – A küldetés 1-10. (1. magyar szinkron) | További szereplők                       | N/A          | 1992        |
| 1987 | Alice varázslatos tükre                                    | Kecske                                  | Clive Revill | 1993        |
| 1989 | A kis hableány                                             | Matróz #2                               | N/A          | 1990        |

### Rajzfilmsorozatok
| Év        | Cím                                                       | Szereplő                                  | Szinkronhang     | Szinkron év |
| --------- | --------------------------------------------------------- | ----------------------------------------- | ---------------- | ----------- |
| 1958-1960 | Foxi Maxi show I-III.                                     | További szereplők                         | N/A              | 1963-1965   |
| 1961-1964 | Frédi és Béni II-V. (1. magyar szinkron módosítása)       | főcím és stáblista felolvasó              | –                | 1994        |
| 1961-1963 | Frédi és Béni II-IV. (1. magyar szinkron)                 | További szereplők                         | N/A              | 1969-1980   |
| 1962      | A Jetson család I. (1. magyar szinkron)                   | N/A                                       | N/A              | 1990        |
| 1963-1965 | Ken, a farkasfiú                                          | N/A                                       | N/A              | 1976        |
| 1972      | Klasszikus mesék fesztiválja                              | Imbolygó folyó királya (12. részben)      | N/A              | 1990        |
| 1975      | Maja, a méhecske I.                                       | Johann                                    | N/A              | 1991        |
| 1977      | Grand Prix (Backlund Hungary-szinkron)                    | N/A                                       | N/A              | 1993-1994   |
| 1980      | Nils Holgersson csodálatos utazása a vadludakkal          | N/A                                       | N/A              | 1988        |
| 1982      | A kiskutya kalandjai I.                                   | Don García                                | N/A              | 1990        |
| 1982      | A repülő ház                                              | N/A                                       | N/A              | 1994        |
| 1983      | 80 nap alatt a Föld körül Willy Foggal                    | Kalkutta-i rendőrfőnök                    | N/A              | 1986        |
| 1984-1987 | Hupikék törpikék IV-VII.                                  | Ragyi (+ Kárpáti Tibor)                   | N/A              | 1992        |
| 1984-1987 | Hupikék törpikék IV-VII.                                  | Ragya (+ Csíkos Gábor)                    | Hal Smith        | 1992-1994   |
| 1985      | Az elsüllyedt világok I.                                  | Démoszthenész                             | N/A              | 1988        |
| 1985      | G.I. Joe I/1-24.                                          | További szereplők                         | N/A              | 1991        |
| 1985      | Praclifalva lakói 1-13.                                   | Termesz Tódor GenerálisPracli kommentátor | N/A              | 1989        |
| 1985-1986 | Hupikék törpikék V-VI.                                    | Hoptapi                                   | René Auberjonois | 1992        |
| 1985-1986 | Hupikék törpikék V-VI.                                    | Tölgyfa                                   | N/A              | 1989        |
| 1986-1987 | Én kicsi pónim (1. magyar szinkron)                       | További szereplők                         | N/A              | 1991-1992   |
| 1987      | Kobold kópék                                              | Varázsló a varázsvásáron                  | N/A              | 1992        |
| 1987-1989 | Kacsamesék I-III.                                         | Flintheart Glomgold                       | Hal Smith        | 1990-1994   |
| 1988      | Mosómacik III.                                            | Pióca Szilárd/Simon bácsi                 | Marvin Goldhar   | 1993        |
| 1989      | A brémai muzsikusok                                       | Leo, az oroszlán                          | N/A              | 1994        |
| 1989      | Chip és Dale – A Csipet Csapat I-II. (1. magyar szinkron) | Aloysius, a méh inas                      | Peter Cullen     | 1990-1991   |
| 1989      | Chip és Dale – A Csipet Csapat I-II. (1. magyar szinkron) | Idegenvezető                              | Rob Paulsen      | 1990-1991   |
| 1989      | Chip és Dale – A Csipet Csapat I-II. (1. magyar szinkron) | Hal szállító hajó kapitánya               | N/A              | 1990-1991   |
| 1989      | Denver, az utolsó dinoszaurusz II.                        | Nagyfőnök                                 | N/A              | 1991        |
| 1989      | Pif és Herkules (1. magyar szinkron)                      | További szereplők                         | N/A              | 1992        |
| 1989      | Tini nindzsa teknőcök III.                                | Rodney, Don Turtelli embere               | Rob Paulsen      | 1992        |
| 1989-1991 | Cápali és Cápeti I-III.                                   | Dr. Medúza (45 részben)                   | N/A              | 1991-1996   |
| 1990      | Balu kapitány kalandjai 1-47. (1. magyar szinkron)        | MacKnee                                   | Jim Cummings     | 1992        |
| 1990      | G.I. Joe III.                                             | N/A                                       | N/A              | 1992        |
| 1992      | Vízi zsaruk                                               | Calamari                                  | Héctor Elizondo  | 1995        |
| 1993      | Kutyavilág II.                                            | Fondor Bondor, Abigail apja               | N/A              | 1993        |
| 1994      | A Tekergér család világkörüli tekergései I.               | N/A                                       | N/A              | 1995        |

## Díjai, elismerései
- Balajthy Andor vándorgyűrű (1967)
- Jászai Mari-díj (1970)
- Érdemes Művész (1981)